# فوجیوارا نو شوکوشی
شیچیجو-این، فوجیوارا نو شوکوشی (به ژاپنی: 藤原殖子 Shichijō-in); ۱ ژانویهٔ ۱۱۵۷ – ۱۵ اکتبر ۱۲۲۸) که همچنان به نام تانه‌کو یا ماسوکو شناخته می‌شود. یکی از زنان اشرافی در اواخر دوره هی‌آن و اوایل دوره کاماکورا، همسر امپراتور تاکاکورا و مادر امپراتور گو-توبا بود.